# Кетрін Грейнджер
Кетрін Грейнджер  (англ. Katherine Grainger, 12 листопада 1975) — британська веслувальниця, олімпійська чемпіонка та медалістка.

## Виступи на Олімпіадах
| Олімпіада   | Дисципліна                      | Місце |
| ----------- | ------------------------------- | ----- |
| Сідней 2000 | четвірка парна                  | 2     |
| Афіни 2004  | двійка розстібна без стернового | 2     |
| Пекін 2008  | четвірка парна                  | 2     |
| Лондон 2012 | двійка парна                    | 1     |